# قطلب طاووسي
القطلب الطاووسي نوع نباتي شجيري صغير دائم الخضرة من جنس القطلب ينتمي إلى الفصيلة الخلنجية (باللاتينية: Ericaceae).

## الموئل والانتشار
موطنه الأصلي المغرب العربي حيث ينتشر في ليبيا.